# 공구관리
공구관리(工具管理, tool management)는 생산성을 위한 공구의 사명을 최대한으로 발휘하기 위하여 행하는 공구에 관한 모든 활동을 지칭한다.

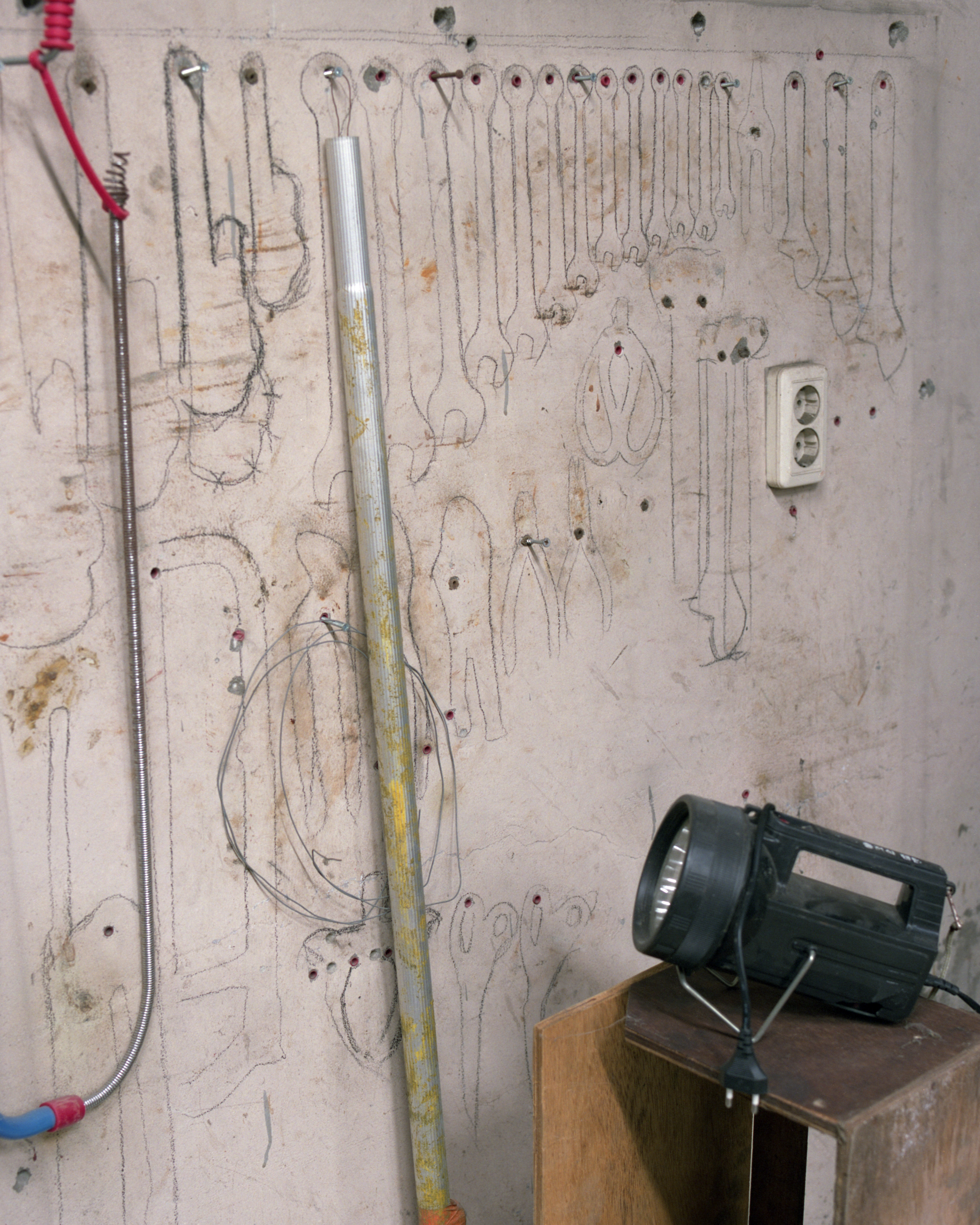
공구보관

공구관리의 목적은 ① 필요시 최적공구(最適工具)를 필요량 만큼 공급함으로써 생산성을 향상시키고, ② 공구를 표준화·규격화하여 관리운용을 도모하며, ③ 공구의 적정 보유량을 확보하고, ④ 공구사용의 합리화로 충분한 능력을 발휘하고, ⑤ 공구의 품질향상, 새로운 공구의 개발에 있다.

## 공구관리의 조직
공구관리의 형태는 업종·생산내용·생산규모 등에 따라 다르다. 그러나 일반적으로 공구관리부문은 생산의 보조부문으로 나타나고 있다.

## 공구관리의 방법
- 표준화와 규격화(規格化) ― 공장내 각종 공구는 가능한한 표준화·규격화해야만 하며, 이는 공구관리의 기본사항이 된다.
- 공구의 연구시험 ― 방법연구의 입장에서 공구의 개량점(改良點)을 발견하고, 새로운 공구의 개발과 최신공구의 채택은 가공능률향상을 위한 필요조건이다.
- 공구사용조건의 관리 ― 공구를 경제적으로 사용하기 위하여는 공구의 사용현황을 항상 파악하고, 공구의 성능을 조사하여 공구사용의 최적조건을 설정, 이를 지도해야 한다.
- 공구공장의 제조관리 ― 공구의 제조과정은 품질·제작수량 등에 의하여 달라지나 각 작업원의 기능은 공구의 품질을 좌우한다. 따라서 공장은 관리부문·제작부문으로 분리하여 품질을 향상시켜야 한다.
- 공구의 검사 ― 공구검사는 구입품의 수입검사, 보수를 위한 검사로 구분되는데, 검사내용은 품질·정밀도·형상 등이다.
- 공구실(工具室) ― 공구실의 운영은 직접 대출하는 공장공구실과 공장공구실에 공구를 공급하는 중앙 공구실이 있다. 중앙공구실은 공구의 보관·정리·공급·보충을 행하고, 공구의 재고관리를 행한다.
- 공구의 대출 ― 공구의 대출은 신속·정확해야 하며, 대출공구의 명세가 항상 파악되어 있어야 한다. 공구의 대출은 장기대출·단기대출·외부대출의 3가지가 있다. 단기대출은 작업중의 필요에 따라 수시로 대출되나, 작업 후에는 공구실에 반납된다.
- 공구의 연마 ― 공구실 옆에는 공구연마실이 있는데 여기서 공구를 집중연마한다.
- 공구의 분류 ― 명칭·종류·형상·치수 등을 기호로 표시하여 관리의 간소화를 도모한다.
- 공구대장 ― 공구관리의 철저를 기하기 위하여는 공구대장·장기대출 공구대장·공구재고장부·공구이력표·특수공구대장·공구표준량표·공구카드 등이 필요하다.

## 공구의 사용실적 파악과 공급
적정량의 공구를 보유하기 위하여는 표준보유량을 통계적으로 조사할 필요가 있으며, 조사방법에는 다음 2가지 방법이 있다.

### 공구의 실적조사
품목별 공구통계·부문별(직장별) 공구통계에 의하여 공구의 소비수량·금액·재고 상황 등을 매월·6개월·1년의 통계표를 작성하는 조사법이다. 이 통계를 장기간의 생산실적과 비교하여 봄으로써 생산에 필요한 공구의 수량 및 금액을 판단할 수 있고, 또한 생산계획에 의하여 공구의 표준재고량도 결정된다.

### 공구의 공급
생산계획에 따라 소요 공구의 수량과 예산을 편성하고, 공급계획을 작성한다. 공구의 구입 또는 제조기준은 공구의 재고기간을 단축하도록 결정되어야 하며, 이의 결정을 위하여는 적정재고량 산출기준이 이용된다.

## 공구의 집중연마
집중연마는 절삭공구(切削工具) 전체의 재연마를 전문화된 연마공에게 전담시킴으로써 작업자는 본래의 작업에 전념할 수 있게 하는 공구관리의 한 방법이다. 집중연마는 기계가동률의 향상과 생산량의 증가(5∼15%), 공구비의 절약, 연마경비의 절감, 정밀도의 균일성에 의한 품질관리의 간편 등의 장점이 있다. 일반적으로 연마공의 인원은 직접공의 2∼5%가 표준치로 알려지고 있다.